# Bogyoszló
Bogyoszló là một thị trấn thuộc hạt Győr-Moson-Sopron, Hungary. Thị trấn này có diện tích 26,21 km², dân số năm 2010 là 611 người, mật độ 23 người/km².